# Catherine II (cuirassé)
Pour les articles homonymes, voir Catherine II (homonymie).
Le Catherine II (en russe : Екатерина II, Ekaterina II) est un cuirassé pré-Dreadnought à barbettes, le premier d'une série de quatre bâtiments de guerre de cette classe. Ses sisters-ships sont le Tchesma, le Sinop et le Georges le Victorieux. Ces cuirassés sont construits pour la Marine impériale de Russie. Le Catherine II doit son nom à Catherine II de Russie.

## Historique
Les années 1880 sont une période de renaissance pour la Marine impériale de Russie. Les architectes navals et la Russie sont à la recherche des innovations étrangères dans le domaine naval. Ils tentent, non sans succès, d'adopter toutes les caractéristiques positives des navires des puissances étrangères. En 1882, la question du premier cuirassé de la flotte de la mer Noire se posa. Le prototype britannique le HMS Ajax (en) et le prototype français Caïman sont étudiés.
Le Catherine II sert dans la flotte de la mer Noire. En 1906, il est rayé des effectifs de la Marine russe, En 1908, le cuirassé est coulé comme navire cible. En 1914, le Catherine II est démantelé au chantier naval Nikolaïev.

## Sources
- (ru) Cet article est partiellement ou en totalité issu de l’article de Wikipédia en russe intitulé « Екатерина II (броненосец) » (voir la liste des auteurs).